# Sala de estar

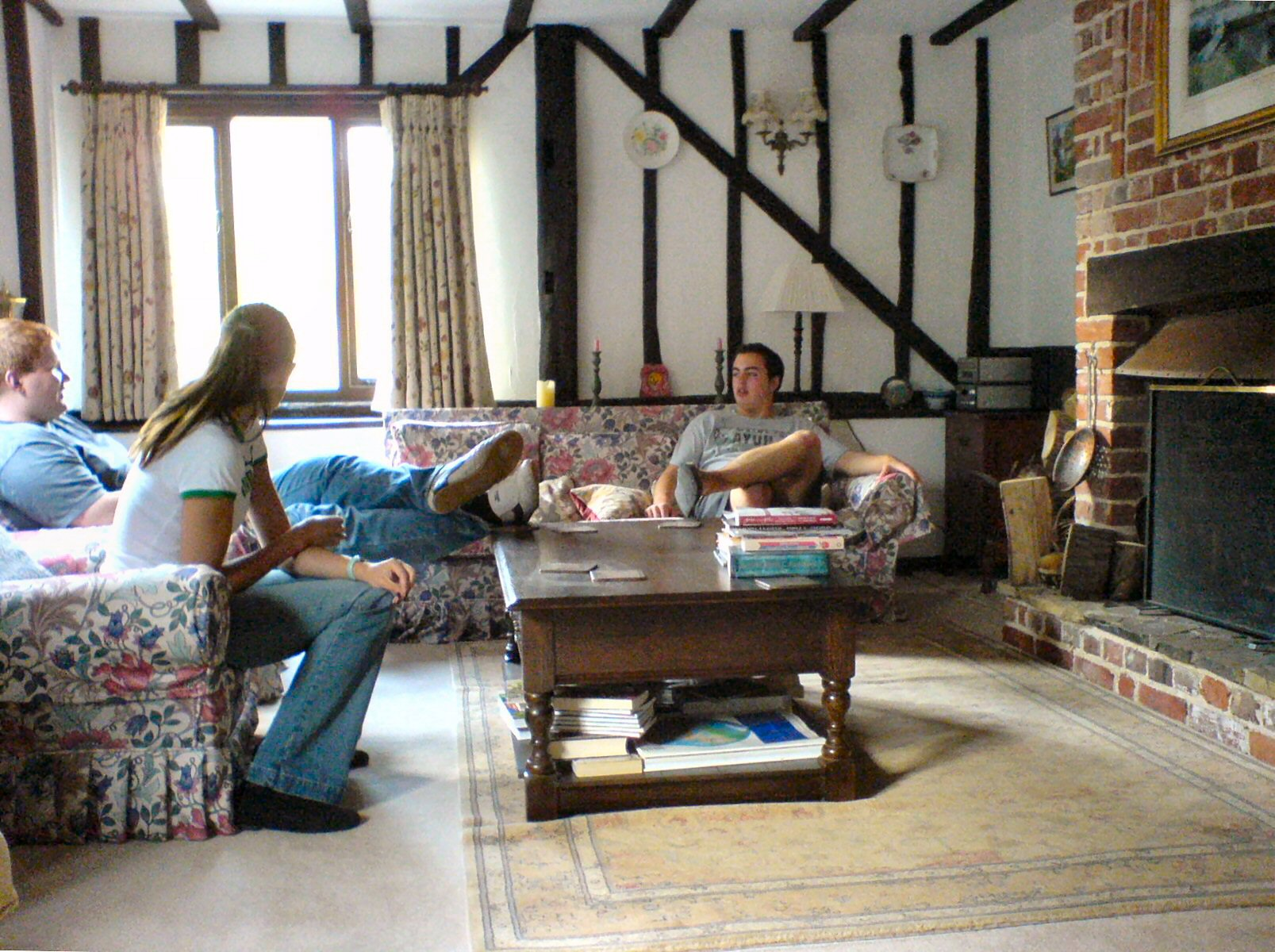
Sala de estar, Reino Unido, 2006.

A sala de estar é uma divisão de um edifício, sendo normalmente encontrado em casas e em estabelecimentos de hotelaria. Tem principalmente funções sociais, sendo local de reunião entre os ocupantes do edifício e os visitantes, e de repouso.

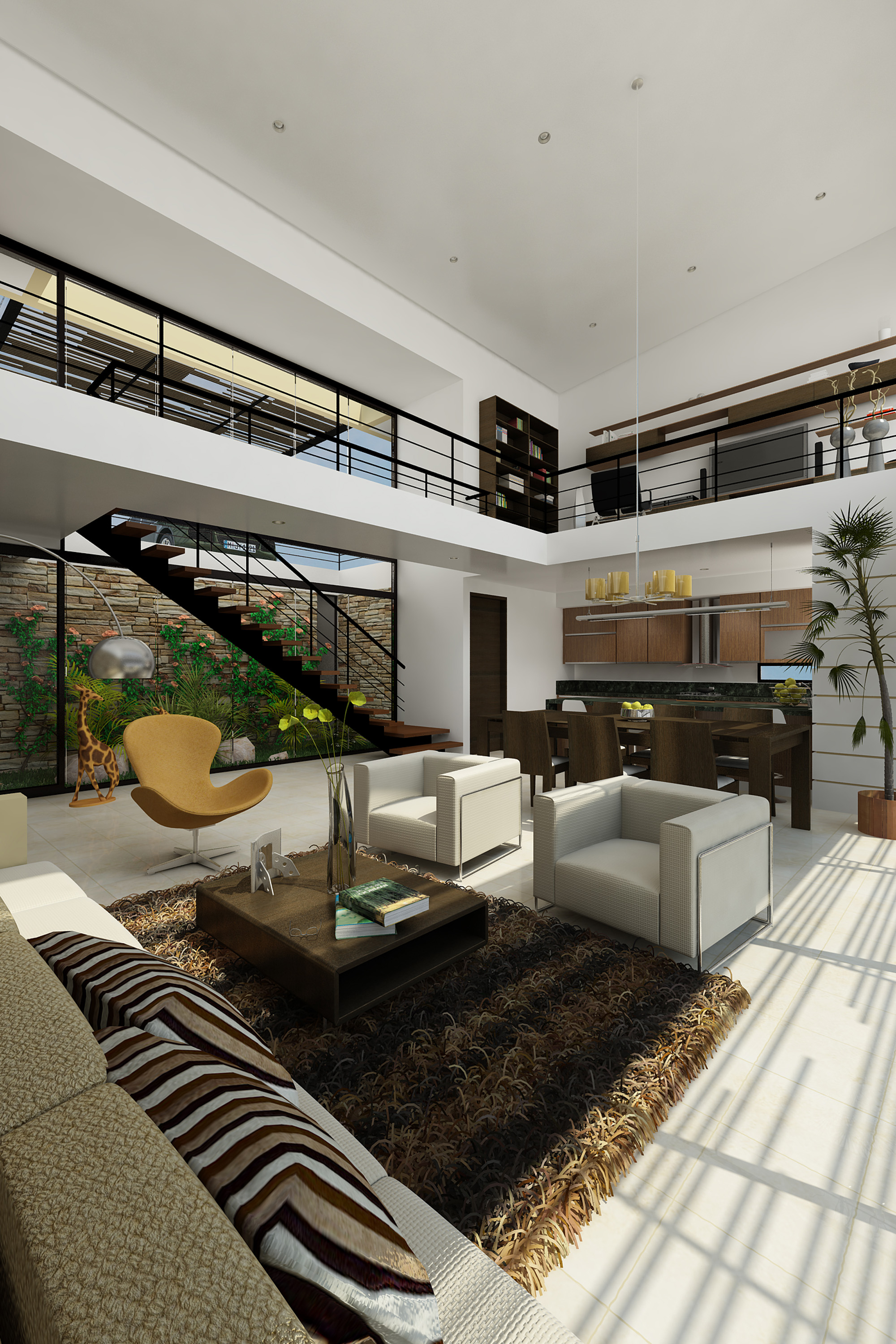
Combinação de sala de estar com área de refeições e cozinha.

## Descrição
Em contextos residenciais, a sala de estar é normalmente uma divisão multifuncional, sendo local de recepção a convidados, de lazer para os membros da família, e de organização de festas e de reuniões. Devido à sua função de descanso, a sala de estar contemporânea assume-se como um centro de entretenimento, sendo ali comummente instalados equipamentos eletrónicos audiovisuais, como o aparelho de televisão, que é considerado como um dos principais elementos da sala. Nas residências de menores dimensões, a sala pode ganhar outras funções, como local de trabalho, ou ser combinada com a sala de jantar. A sala de estar também é vista como um local de divertimento infantil. A combinação de sala de estar com a sala de jantar sucede por exemplo com a Casa do Alvação, na região do Minho, em Portugal.
Geralmente, é o espaço mais importante da casa, a partir do qual são organizadas as outras divisões. Devido à sua função social, costuma ser alvo de uma apurada organização e decoração, de forma a esmerar a sua apresentação. Por exemplo, o Palácio de Xabregas, em Lisboa, estava originalmente decorado com ricas pinturas murais e painéis de azulejo, o Solar do Largo General José de Tavares, no concelho de Nelas, possui um brasão no tecto, e o Palácio da Regaleira, em Sintra, ostentava nas paredes o monograma do construtor, o médico Carvalho Monteiro.
É considerada um importante espaço igualmente no contexto da filosofia oriental do Feng shui, por ser local de repouso da família e de encontro dos amigos, e devido à sua localização central na casa.
Em unidades hoteleiras, está geralmente associado a outras divisões. Por exemplo, na Pousada de Santo António, no concelho de Valença, em Portugal, surge em conjunto com o vestíbulo.

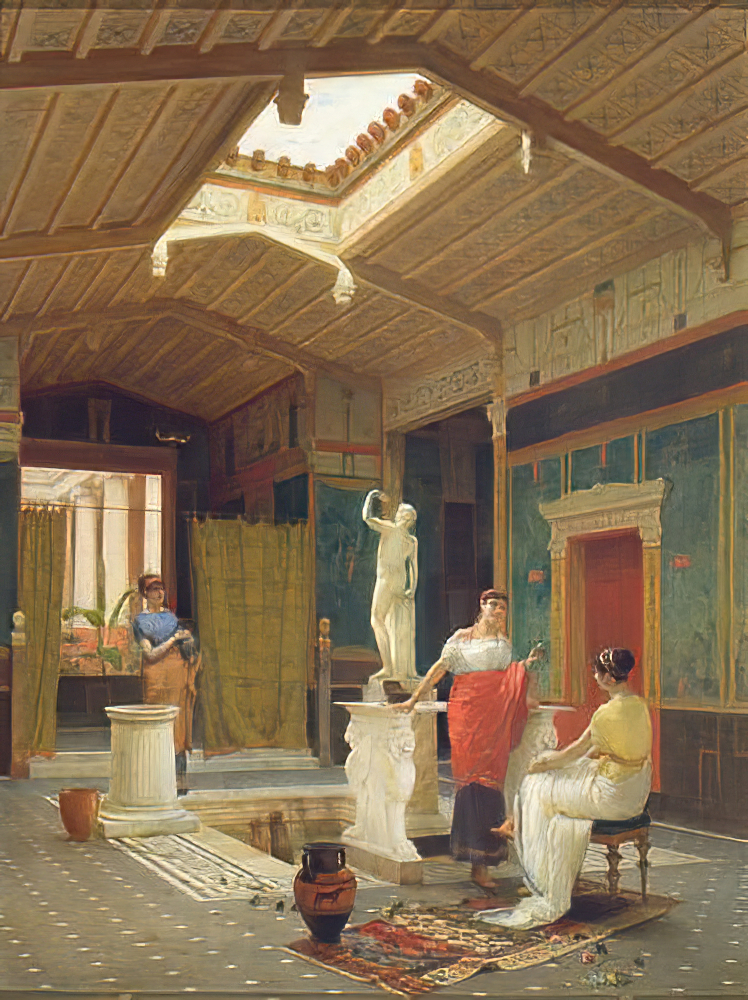
Reconstrução de um atrium numa casa romana de Pompeia, por Luigi Bazzani. A divisão está ricamente decorada com murais nas paredes e mobiliário esparso, mas de excelente qualidade.

## História

### Pré-história e antiguidade clássica
O conceito de um espaço de reunião da família e do grupo é muito antiga e anterior à dos edifícios residenciais, existindo provavelmente desde o período Neolítico, quando o ser humano se abrigava em cavernas naturais. Existiriam provavelmente áreas comuns em redor da lareira, onde o fogo criava iluminação, aquecimento e possibilitava preparação de alimentos. Durante os períodos de repouso também se contavam histórias e provavelmente cantava-se, dançava-se e tocava-se música, tendo sido encontrados alguns instrumentos musicais primitivos, sendo estas manifestações culturais principalmente ligadas a uma função mística.
Com a construção das primeiras aldeias, como no caso de Hacılar Höyük, que existiu na península turca por volta de 6000 a.C., a cozinha continuou a funcionar como um espaço comum, juntando-se-lhe os vários pátios entre os edifícios e as muralhas. A evolução do comércio originou a fundação de famílias abastadas, que construíam complexas residências, onde já se distinguiam compartimentos destinados a recepção e convívio, tendo sido encontrados vestígios destes espaços na cidade suméria de Ur, cerca de 3500 a 2000 a.C.. No Antigo Egipto já se separava a sala de entrada da de estar, tendo esta organização espacial sido encontrada nas residências dos trabalhadores dos túmulos e das suas famílias, na aldeia de Deir Almedina. Neste caso, a entrada era considerada apenas como um espaço funcional, enquanto que a sala de estar ganhou estatuto como a principal divisão da casa, sendo utilizada igualmente para as refeições. Nas cidades cidades minóicas, cerca de 1500 a.C., as casas mais abastadas possuíam habitualmente sete a oito divisões, com compartimentos próprios para salas de convívio, que eram mobilados com bancos de madeira ou pedra, bancos mais pequenos de dobrar, e mesinhas baixas. Em contraste, as habitações Próximo Oriente eram muito mais sóbrias, onde até um cidadão hebreu rico teria uma casa pouco complexa e esparsamente mobilada, sem uma sala de convívio definida, mas fazendo parte de uma grande divisão em conjunto com a cozinha. Ainda assim, nesta região também existiam algumas residências de grande ostentosidade, tendo por exemplo sido descobertas as ruínas de um palácio junto a Jerusalém, que provavelmente pertencia a sátrapa, um governador persa, por volta de 500 a.C.. Este edifício incluía uma sumptuosa sala de recepções, com cobertura em abóbada e entrada com colunas, à qual se tinha acesso por um grande átrio com tanque central.
Nas casas abastadas da Grécia Antiga, cerca de 500 a 300 a.C., a divisão mais importante era o andron, que servia tanto como sala de convívio como de jantar, e onde era normalmente feito o symposion, uma reunião entre os donos da casa e os convidados, onde se consumiam bebidas alcoólicas. Era habitualmente a divisão mais mobilada da casa, estando equipada com sofás onde os convivas se reclinavam, e ao lado dos quais eram colocadas pequenas mesas para os alimentos. Com os romanos a sala de estar voltou a ser apenas uma divisão própria, o Átrio (atrium), onde se situava um tanque central alimentado pelas águas da chuva, que escorriam do telhado por uma grande abertura, que também servia para fornecer iluminação natural. Neste local encontrava-se igualmente o altar aos deuses penates, que protegiam a casa. O mobiliário também era esparso mas de grande qualidade, com sofás, cadeiras de verga, e pequenas mesas. Já os povos Celtas da Europa Setentrional viviam com muito menos ostentação, em casas de planta circular com uma só grande divisão no interior, geralmente organizada em torno de uma fogueira.

### Idade Média
Nas Ilhas Britânicas, as habitações dos anglo-saxões durante a Alta Idade Média continuaram a apresentar uma sobriedade muito semelhante às dos celtas que os antecederam, embora a planta fosse habitualmente rectangular em vez de circular. As grandes casas dos senhores feudais tinham divisões para banquetes, onde se reuniam com os servos. A tradição céltica da casa de uma só divisão foi mantida pelos povos nórdicos, servindo o espaço igualmente como celeiro, cozinha e quarto. A casa de um comerciante abastado do Sul ou centro da Europa, nos finais da Idade Média, já apresenta uma maior complexidade, embora ainda não exista uma sala dedicada exclusivamente ao convívio.

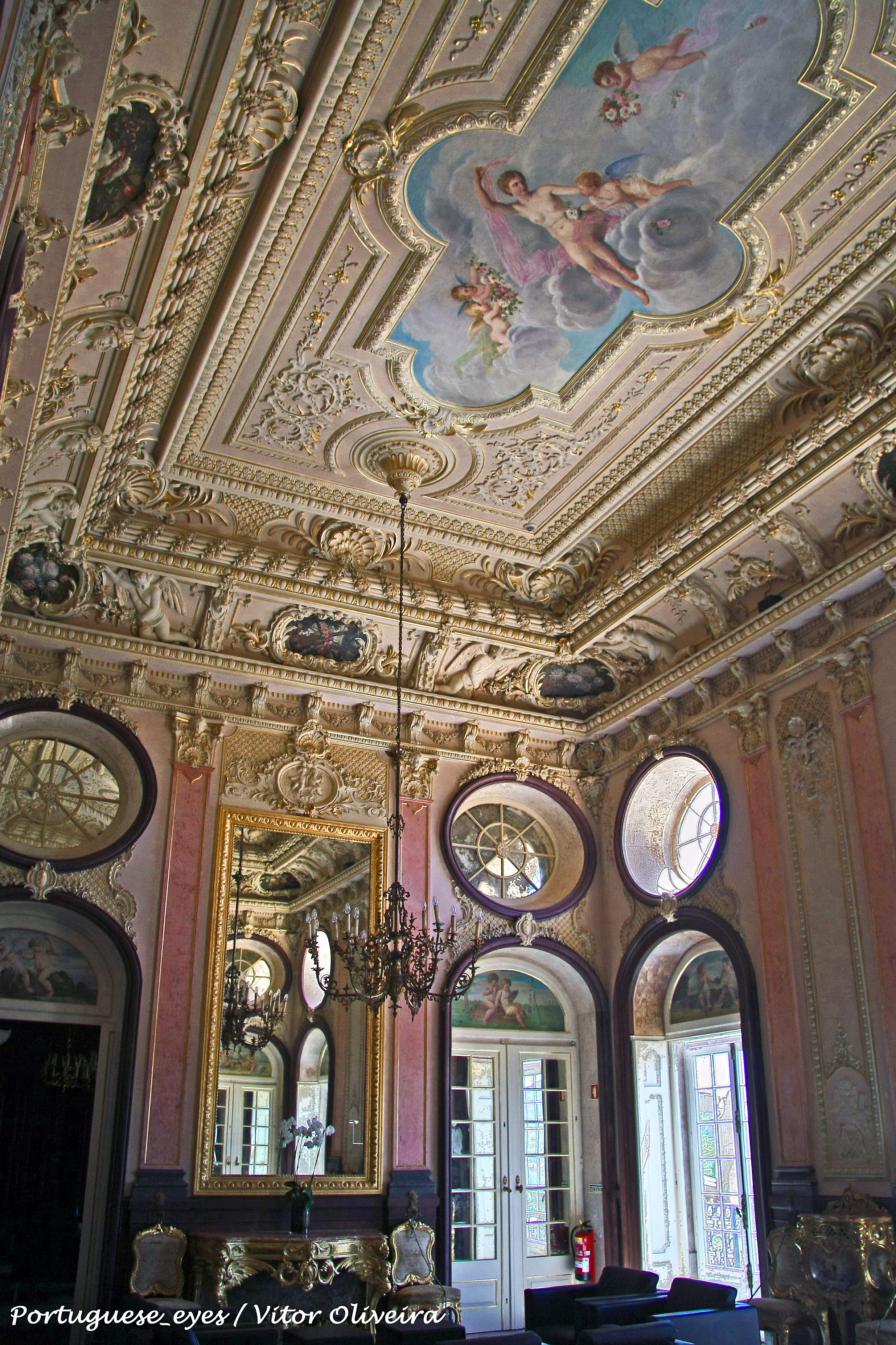
Sala no Palácio de Estoi, ricamente ornamentada e mobilada.

### Séculos XVIII e XIX
Nos finais do século XVIII, o arquitecto português José Manuel de Carvalho e Negreiros enumerou quais seriam as divisões de uma casa destinada a um membro da nobreza: «Plano Nobre: Sala de espera, antecâmara, sala de visitas, gabinete, toucador, oratório ou tribuna para a ermida, caza de jantar, câmara, guarda roupa com chaminé, caza de lavor, despejos». Assim, o piso nobre deveria conter as divisões pessoais da família proprietária e os espaços destinados a receber os visitantes. O principal compartimento deste piso era a sala, que em muitos casos era uma combinação de sala de jantar, de estar e de visitas. Dois exemplos de salas de estar de aparência setecentista podem ser encontradas no Palácio de Estoi, no Sul de Portugal, que apesar de ter sido construído nos princípios do século XX, foi mobilado e decorado segundo estilos mais antigos, destacando-se o Salão Nobre e a Sala de Visitas, ambos inspiradas no Estilo Luís XV.
No século XIX, as residências das famílias de classe alta na Europa apresentavam já um grande número de divisões, com salas de estar ricamente mobiliadas, onde por vezes se podia encontrar um piano. Estes espaços espelhavam desta forma as novas tendências culturais, onde a música ganhou uma grande importância como demonstração do nível intelectual e financeiro da família, chegando mesmo a serem contratados artistas profissionais para actuarem em privado. Até aos finais do século, a divisão utilizada para a reunião com os convidados era mais conhecida como salão. Nos Estados Unidos da América, o salão era o local onde eram expostos os membros da família recém-falecidos, antes de se proceder ao cortejo até ao funeral, uma vez que nesta altura ainda não existiam agências funerárias especializadas. Esta prática atingiu o seu auge durante a grande epidemia de influenza nos finais da década de 1910, tendo depois entrado em declínio com a disseminação de estabelecimentos funerários profissionais. Posteriormente, esta divisão passou a ser encarada de uma nova maneira, tendo as suas funções sido alteradas de uma sala formal onde as pessoas se sentavam em reunião, para um espaço informal com várias utilizações, principalmente para descanso da família, passando progressivamente a ser conhecida como sala de estar. Desta forma, foi igualmente alterada a composição e decoração da sala, que deixou de estar pendente de convenções formais, e passou a espelhar as preferências estéticas da família.
Na Rússia dos séculos XVII a XVIII, as casas, denominadas de izba, eram principalmente construídas em madeira devido à abundância daquele material de construção, garantindo uma grande flexibilidade na montagem e organização dos compartimentos, que eram geralmente orientados pela posição do forno. Mesmo após a construção, as paredes e portas podiam ser facilmente movidas, alterando as dimensões e disposição dos espaços, operação que era feita por exemplo para a organização de grandes festejos em casa, durante os quais se recebiam convidados.

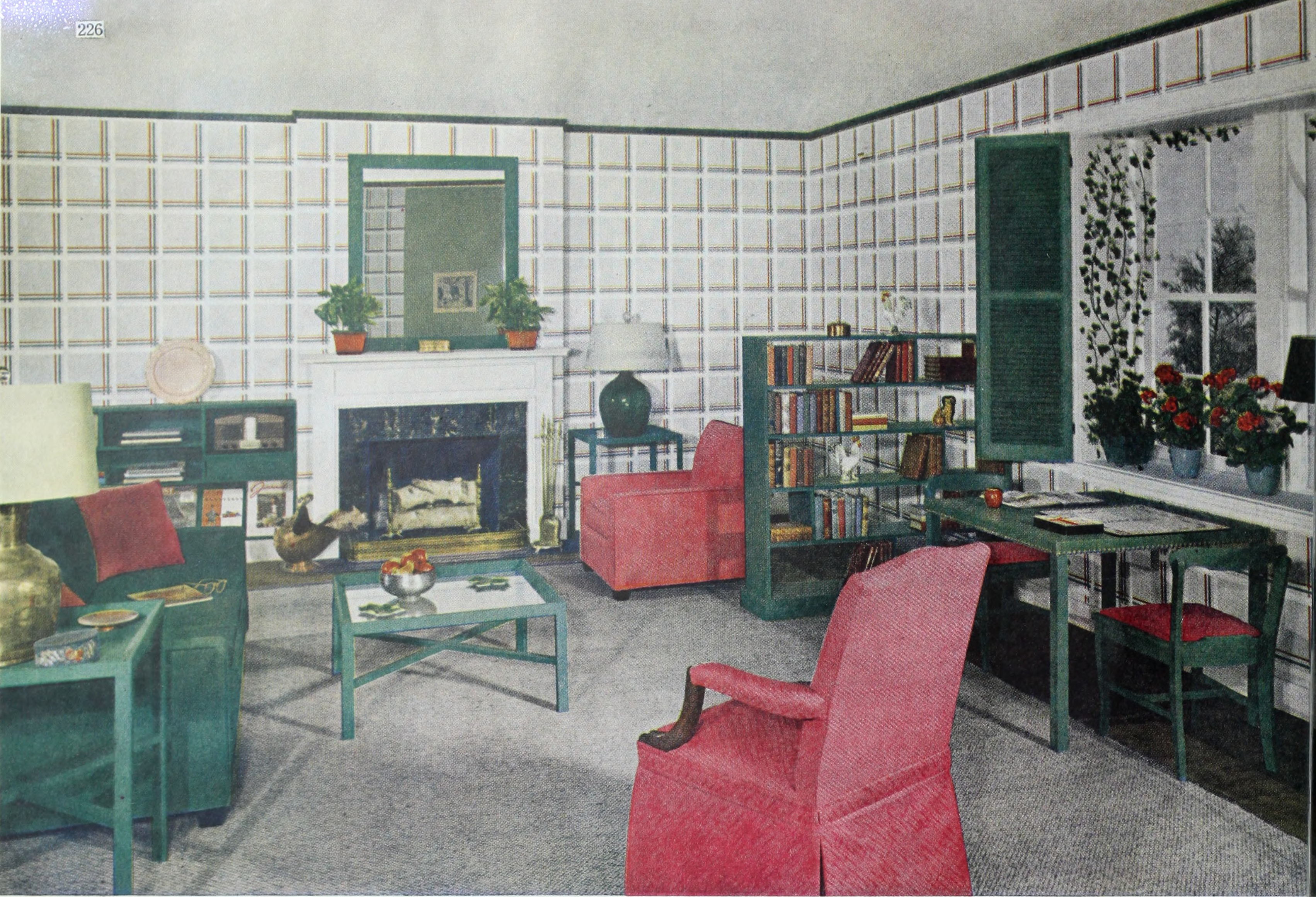
Fotografia de uma sala de estar, publicada na obra The Ladies' home journal, em 1948.

### Século XX
Nos princípios do século XX já se discutia o problema sobre a composição das casas para os cidadãos menos abastados, onde surgiu a questão sobre quais deveriam ser as suas divisões, e que área deveriam ter. Em 1910, o jornalista Alfredo de Mesquita, escrevendo sobre o pseudónimo João Prudêncio, descreveu no jornal português O Occidente a forma como as famílias mais pobres procuraram emular as residências abastadas em termos de divisões, incluindo por exemplo divisões próprias para as salas de visitas e de jantar, embora sem condições de espaço para assegurar uma função eficaz: «O problema de construir casas em que as familias pobres tenham as precisas condições de espaço, de salubridade, de conforto e de independencia, tem dado e dará muito que fazer. Para achar as dimensões e a distribuição interior das casas dos operarios é preciso estabelecer como base o estudo das condições de existencia das familias, os seus habitos, as suas necessidades reaes. Disse já um illustre higienista e grande entendido em questões sociaes, que a maior difficuldade do problema está, talvez, em consagrar-se o principio de que a casa para familias pobres deve ter somente o preciso para attender as necessidades d'ella. Sobretudo é do melhor aviso fugir á tentação de copiar as casas pretenciosas e alambicadas dos que na riqueza não passam da meia-tijela. Ter um bocadinho de sala de visitas, um bocadinho de casa de jantar, um bocadinho de escriptorio, um bocadinho de quarto de creada, um bocadinho de tudo emfim, sem que essas dependencias tenham as condições precisas, não presta para nada, nem augmenta a salubridade da habitação, antes a aggrava ou a compromette. Ter menos commodos mas tê-los verdadeiramente commodos, é que é tudo. Depois, pergunta-se: e porque não hão de ter as casas para os pobres o seu aspecto esthetico, agradavel quanto possivel na sua barateza e na sua simplicidade. Pois não póde, visto como em tudo o mais, harmonisar-se o bom-costo com a escassez do dinheiro? Porventura é a esthetica previlegio da opulencia?». Esta organização é visível em vários modelos nas casas tradicionais do interior algarvio, nalguns casos com um compartimento próprio para a sala, e noutros combinado com a cozinha. Apesar das casas por vezes atingirem um elevado grau de complexidade, com um grande número de divisões, estas são na sua maioria funcionais, como celeiros e quartos, sem ter uma sala de estar definida. Porém, na obra Arquitectura Popular de Portugal, editada em 1961, refere-se que a casa agarvia «distingue-se da habitação das sub-regiões alentejanas pela importância e significação que no Algarve se dá à função de receber as visitas em casa; nesta província, a entrada da casa faz-se, quer directamente através da sala de receber, ou por um pequeno vestíbulo em forma de corredor que a antecede».
Em 1931, o escritor A. Tavares de Carvalho descreveu uma «sala de estar-escritorio» na sua novela A mulher que foi sincera, publicada na revista Alma Nova, em 1931: «Estilo moderno. Ao meio uma mesa, um bordado, livros, revistas, numa jarra murcham palidas camélias. Na secretaria, papeis, um jornal desdobrado, telefone. Estantes baixas, repletas de livros. Por cima bocetas velhas, miniaturas, porcelanas de Saxonia, cousas raras, preciosas. futeis. O vermelho das paredes enodoava-se em caprichos de linhas geométricas, por quadros. O chão atapetado de almofadas variegadas. A arte alia-se ao conforto.». Nos Estados Unidos da América, foi a partir da década de 1930 que se começou a popularizar o aparelho de rádio como foco da sala de estar, uma vez que nessa altura as emissões de rádio começaram a afirmar-se como uma importante fonte de notícias, desporto e entretenimento, função que foi posteriormente dominada pela televisão. Nessa altura, as salas de estar americanas podiam ter duas funções principais: como um espaço informal para reunião e lazer da família, ou então como uma sala de sentar, mais formal. Na década de 1950, a sala de estar americana passou por um gradual proceso de transformação, onde o conforto ganhou relevância em detrimento da formalidade, tendo sido igualmente neste período que se tornou comum a instalação de aparelhos de televisão. Os habitantes da casa passaram a estar cada vez mais tempo no seu interior, reafirmando a sala de estar como uma das mais importantes divisões. As reduzidas dimensões dos ecrâs, e a inexistência de comandos de controlo remoto, fez com que as pessoas se sentassem perto do aparelho de televisão, condicionando a escolha do mobiliário. A sua introdução reafirmou a utilização da salar de estar como um local de reunião da família, que se juntava para assistir ao televisor.
A partir dos anos 60 do século XX, a sala de estar entrou num processo de evolução constante em termos de estética e equipamento. Nos Estados Unidos, começaram a a ser introduzidas novos materiais e cores mais vibrantes no mobiliário e na decoração, dando uma nova dinâmica à sala, por exemplo através da instalação de carpetes de cores vivas, ou de papel de parede com temas floridos. Foi igualmente nessa altura que se iniciou a moda de relegar os jovens para uma sala de estar própria, conhecida como rec room, onde se aplicavam com mais força as novas tendências em mobiliário e decoração, baseadas por exemplo no movimento hippie. Nos anos 70 a sua aparência foi influenciada pelas novas filosofias de design, com mais ênfase à organização espacial. Na década seguinte foi introduzida uma nova tendência, a instalação de peças de mobiliário conhecidas como barras de bar. No século XXI, a estética da sala de estar passou a ficar marcada pelos ideais minimalistas. Foi também a partir da década de 1960 que se popularizou a aquisição de equipamentos de entretenimento electrónicos, sendo o pioneiro a televisão, que originalmente estava ocultada dentro de um armário. Na década de 1980 as salas de estar nos Estados Unidos ganharam um novo equipamento, a consola de jogos, principalmente após o lançamento da Nintendo Entertainment System, em 1985. Na década de 1990, os temas decorativos da sala de estar conheceram uma nova evolução, tendo-se propagado a utilização de padrões e cores primárias no mobiliário, têxteis, elementos decorativos e pintura das paredes.

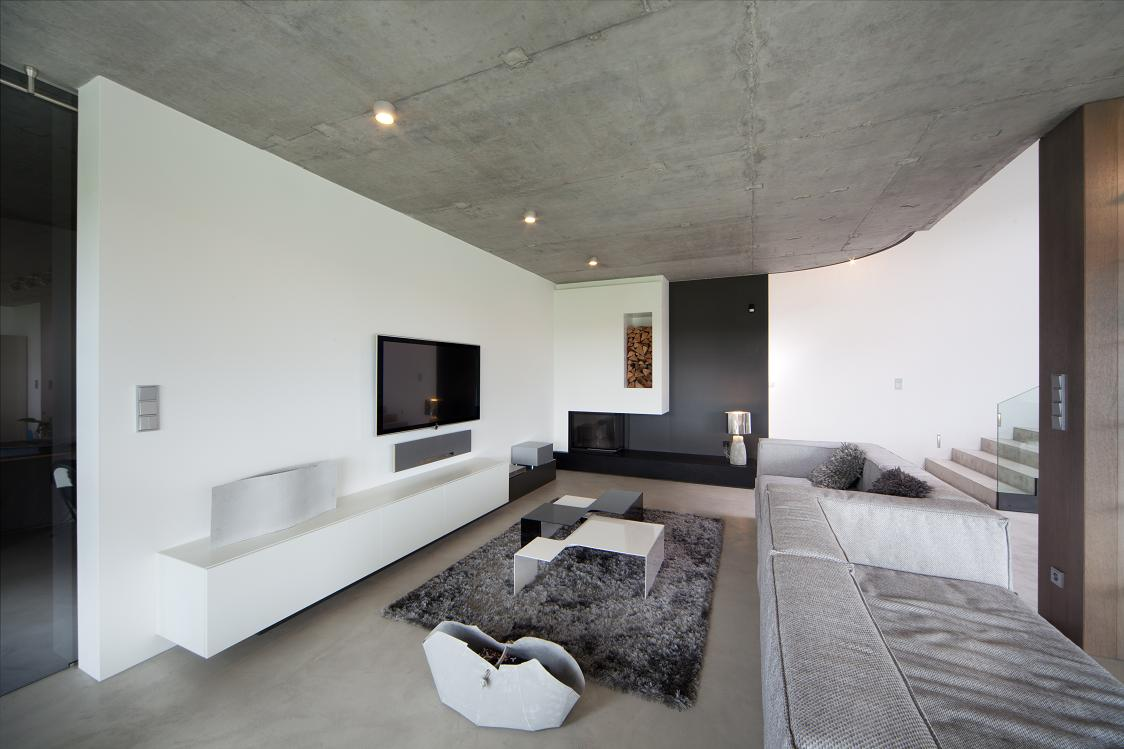
Fotografia de 2013 de uma sala de estar. É visível a influência minimalista no mobiliário e na decoração, predominando as cores primárias e os padrões.

### Século XXI
Posteriormente, a televisão ganhou um estatuto superior entre os equipamentos da divisão, tendo sido considerado como o «coração das salas de estar dos europeus», de acordo com o estudo Evolução da sala de estar, publicado pela empresa Sony em 2019, e no qual participaram cerca de seis mil consumidores europeus, e especialistas da indústria. Devido ao desenvolvimento dos grandes televisores de ecrã plano, que reduziram dramaticamente a profundidade dos aparelhos, a sua presença tornou-se um símbolo de estatuto para os proprietários. Com efeito, segundo os especialistas de interiores Stefano Mich e Alessandro de Pompeis, «tivemos de adaptar o design e o estilo das nossas salas de estar em linha com esta nova realidade. [...] Quando um cliente nos pede para criar o design de uma sala de estar, aquilo em que pensa primeiro é onde irá colocar o televisor, como irá complementar o televisor com móveis e se tem espaço para a instalação de colunas. O televisor deixou de estar instalado numa parte mais discreta para passar a ser uma parte integral da decoração das casas». Também nos finais da década de 2010 popularizou-se o armazenamento na Internet de ficheiros de entretenimento audiovisual, como fotografias, vídeos e música, processo que marcou igualmente a organização da sala de estar, levando ao progressivo desaparecimento dos suportes físicos, como discos de música e filmes. Foi também durante a década de 2010 que se iniciou uma nova filosofia para a disposição dos interiores nas residências, onde se procurou reduzir ao máximo a utilização de paredes, removendo as barreiras entre espaços comuns, como a sala de estar, cozinha e sala de jantar.